# Louis Evesque
Louis Evesque est un homme politique français né le 4 décembre 1855 à La Motte-Chalancon (Drôme) et décédé le 23 juin 1907 à Paris.
Médecin à la Motte-Chalanon, il est maire et conseiller général. Il est député de la Drôme, inscrit au groupe radical-socialiste, de 1906 à 1907.

## Sources
- « Louis Evesque », dans le Dictionnaire des parlementaires français (1889-1940), sous la direction de Jean Jolly, PUF, 1960 [détail de l’édition]